# Saga de Gunnar Keldugnúpsfífls
La Saga de Gunnar Keldugnúpsfífls (en islandés: Gunnars saga Keldugnúpsfíflsⓘ) es una de las sagas islandesas donde se ensalza Groenlandia como una tierra de oportunidades. Fue escrita en Islandia entre los siglos XIII-XIV. Consta de 17 capítulos y usa el mismo material narrativo que la saga Kjalnesinga.

## Traducciones
- Gunnar Keldugnupsfånens saga. En: De Isländska sagorna. I tolkning, med skaldevers och kommentar av Åke Ohlmarks. Volumen 5 (Sagorna från Öst- och Sydisland), páginas 129-146. Stockholm: Steinviks bokförlag, 1964.